# Vera Nikolić
Vera Nikolić (serbisch-kyrillisch Вера Николић; * 23. September 1948 in Despotovac; † 28. Juni 2021 in Belgrad, Serbien) war eine jugoslawische Leichtathletin.

## Leben
Die Mittelstreckenläuferin begann ihre Karriere 1964, als sie mit 16 Jahren jugoslawische Jugendmeisterin und später Balkan-Jugendmeisterin im Crosslauf wurde. Im Sommer des Jahres stellte sie mit 57,3 s über 400 Meter und 2:14,4 min über 800 Meter zwei nationale Jugendrekorde auf.
Bei den Europameisterschaften 1966 in Budapest gewann sie die Goldmedaille im 800-Meter-Lauf. Mit 17 Jahren und 346 Tagen war Vera Nikolić damals die jüngste Europameisterin, bis sie 1986 von der Spanierin Mari Cruz Díaz abgelöst wurde. 1966 wurde sie zur jugoslawischen Sportlerin des Jahres gewählt. 1967 erzielte sie über die selten gelaufene Strecke von 600 Meter einen Juniorenweltrekord in 1:25,2 min. Bei den Europameisterschaften 1969 musste sie sich in Athen mit dem dritten Platz begnügen. Doch bei den Europameisterschaften 1971 wurde sie in Helsinki erneut Europameisterin. Im selben Jahr gewann sie bei den Mittelmeerspielen sowohl die 800 als auch die 1500 Meter.
Am 20. Juli 1968 lief sie in London die 800 Meter in neuer Weltrekordzeit von 2:00,05 min. Als eine der Mitfavoritinnen bei den Olympischen Spielen 1968 wurde sie mit dem Erwartungsdruck nicht fertig und beendete das Rennen vorzeitig. Sie wechselte den Trainer und zog nach Zagreb um und startete fortan für Dinamo Zagreb. Ihr Weltrekord wurde am 11. Juli 1971 durch die Deutsche Hildegard Falck unterboten. Vera Nikolić ist die einzige jugoslawische Sportlerin, die einen Weltrekord in der Leichtathletik aufgestellt hat. Ihre Erfolge beruhten zunächst auf einem intensiven Intervalltraining unter Trainer Aleksandar Petrović. Erst in Zagreb unter der Leitung des Trainers Leo Lang begann sie eine breitere Ausdauergrundlage zu legen. Bei den Olympischen Spielen 1972 in München belegte Vera Nikolić im Wettkampf über 800 Meter den fünften Platz in 1:59,98 min.
Nach ihrer aktiven Karriere wurde sie Mittelstreckentrainerin in Zagreb. Da sie einen serbischen Mann aus Kroatien geheiratet hatte, geriet sie im Kroatienkrieg als Serbin zwischen alle Fronten und verlor ihren Arbeitsplatz; ihr Mann ebenso. Sie lebten zuerst bei ihren Eltern in Ćuprija. Später lebte sie mit ihrer Familie in Kruševac, Serbien, wo sie als Trainerin arbeitete. Sie hatte drei Kinder und sechs Enkelkinder. Sie starb am 28. Juni 2021 im Institut für Neurochirurgie in Belgrad im Alter von 72 Jahren an den Nachwirkungen eines Schlaganfalls.
Ihre Bestzeiten waren:
- 800 m: 1:59,62 min (1972),
- 1500 m: 4:12,7 min (1972).